# 三の丸 (名古屋市)
三の丸（さんのまる）は、愛知県名古屋市中区および東区の町名。現行行政地名は三の丸一丁目から三の丸四丁目。全域が住居表示実施済の地域である。

## 概要
名古屋市中区北部、および東区北西端に位置し、東は白壁・東外堀町、西は西区幅下、南は丸の内・泉、北は本丸・二の丸および北区名城・柳原に接する。中区側は一丁目から四丁目、東区側は四丁目のみ存在する。
町域は概ねかつて名古屋城の三之丸があった区域で、本丸・二之丸に続く武家屋敷地として武士が多く住んでいたという。かつては城内に含まれていたが、明治時代以降、城に関連する施設は全て解体され、城内ではなくなった。なお、外堀は現在でも残っている。
その後は愛知県庁や名古屋市役所をはじめとして、国や自治体の施設が立ち並ぶ官庁街として整備されている。
また、名古屋市は現在、将来的に三の丸地区を魅力ある街にする為、無機質な官庁街のイメージから、老朽化が著しい現在の各施設を将来的に移転させるなどし、賑わいや名古屋城の城下町の三の丸地区の歴史・文化などを発信出来る再整備計画をしたいとしている。

### 河川
- 堀川

## 歴史

### 沿革
- 三の丸一帯は戦前は日本陸軍の用地として利用されていた[4]。
- 1947年（昭和22年） - 三の丸一丁目にあたる区域の一部にキャッスルハイツの名称でアメリカ軍将校たちの住宅が建てられる[4]。またこれはアメリカ村と通称された[4]。
- 1949年（昭和24年） - 三の丸二丁目2番街区にあたる場所に聖霊中学校が設置される[5]。
- 1952年（昭和27年） - 米軍接収を受けていた地域の一部が接収解除される[6]。また、三の丸二丁目2番街区に聖霊高等学校が設置される[5]。
- 1958年（昭和33年）2月 - 官公庁地区としての街区構成計画が立案される[6]。
- 1959年（昭和34年）10月19日 - 三の丸地区が一団地の官公庁施設として整備されることが確定し、都市計画決定がなされた[6]。
- 1968年（昭和43年）4月1日 - 住居表示実施に伴い、中区南外堀町の一部より中区三の丸一〜四丁目が成立[1]。
- 1970年（昭和45年） - 名古屋聖霊学園跡地に愛知県警察本部本館が建設される[7]。
- 1976年（昭和51年）1月18日 - 中区南外堀町の一部を三の丸三丁目へ編入。三丁目の一部を丸の内三丁目へ編入[1]。
- 1980年（昭和55年）
  - 2月10日 - 東区西二葉町・長塀町の各一部より、東区三の丸四丁目が成立[8]。
  - 11月23日 - 東区西二葉町全域を東区三の丸四丁目へ編入[8]。
- 1981年（昭和56年）8月23日 - 中区南外堀町・長畝町の各一部を三の丸一丁目へ編入[1]。

## 世帯数と人口
2019年（平成31年）2月1日現在の世帯数と人口は以下の通りである。
| 区   | 丁目         | 世帯数  | 人口  |
| ---- | ------------ | ------- | ----- |
| 中区 | 三の丸一丁目 | 58世帯  | 109人 |
| 中区 | 三の丸四丁目 | 175世帯 | 227人 |
| 中区 | 中区 計      | 233世帯 | 336人 |
|      |              |         |       |
| 東区 | 三の丸四丁目 | 25世帯  | 49人  |
| 東区 | 東区 計      | 25世帯  | 49人  |
|      |              |         |       |
| 計   | 計           | 258世帯 | 385人 |

### 人口の変遷
| 中区 | 東区 |

| 中区 | 東区 |

| 中区 | 東区 |

| 中区 | 東区 |

## 学区
市立小・中学校に通う場合、学校等は以下の通りとなる。また、公立高等学校に通う場合の学区は以下の通りとなる。
| 区   | 丁目         | 番・番地等 | 小学校                 | 中学校                 | 高等学校 |
| ---- | ------------ | ---------- | ---------------------- | ---------------------- | -------- |
| 中区 | 三の丸一丁目 | 全域       | 名古屋市立丸の内小学校 | 名古屋市立丸の内中学校 | 尾張学区 |
| 中区 | 三の丸二丁目 | 全域       | 名古屋市立丸の内小学校 | 名古屋市立丸の内中学校 | 尾張学区 |
| 中区 | 三の丸三丁目 | 全域       | 名古屋市立丸の内小学校 | 名古屋市立丸の内中学校 | 尾張学区 |
| 中区 | 三の丸四丁目 | 全域       | 名古屋市立丸の内小学校 | 名古屋市立丸の内中学校 | 尾張学区 |
| 東区 | 三の丸四丁目 | 全域       | 名古屋市立山吹小学校   | 名古屋市立冨士中学校   | 尾張学区 |

## 主な施設

### 三の丸一丁目

#### 1番街区
- 名古屋能楽堂

#### 2番街区
三の丸一丁目2番街区については1987年（昭和62年）12月16日の都市計画変更により、一団地の官公庁施設から削除された。
- 名古屋農林総合庁舎
  - 東海農政局

名古屋農林総合庁舎第一号館
1964年（昭和39年）建設のRC造地上4階地下1階建ての庁舎。
名古屋農林総合庁舎第二号館
1977年（昭和52年）建設のRC造地上4階地下1階建ての庁舎。
- 独立行政法人水資源機構中部支社

1974年（昭和49年）建設のRC造地上5階地下1階建ての庁舎。

#### 3番街区
- 名城病院

#### 4番街区
- 名古屋高等裁判所
- 愛知県弁護士会館
  - 中部弁護士会連合会
  - 愛知県弁護士会

#### 5番街区
- 国家公務員共済組合連合会名古屋共済会館
  - KKRホテル名古屋
- 中日新聞社北館

旧・日本たばこ産業名古屋支店。2004年に同社より取得。

#### 6番街区
- 中日新聞社名古屋本社

中日グループの中核企業。中日新聞、中日スポーツの発行元である。

#### 7番街区
- 愛知縣護國神社
- 名古屋地方裁判所
- 名古屋家庭裁判所

#### 9番街区

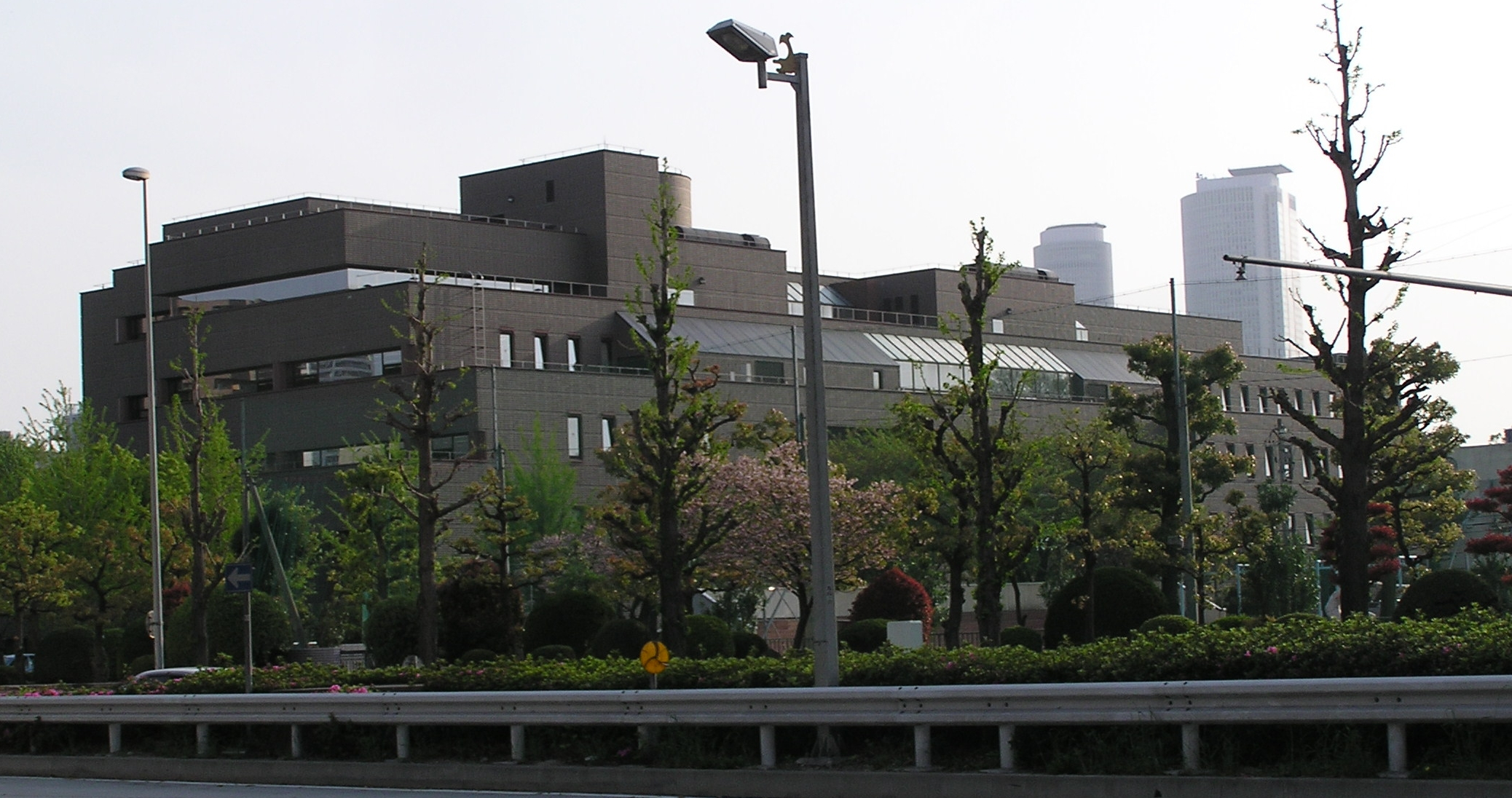
愛知県図書館
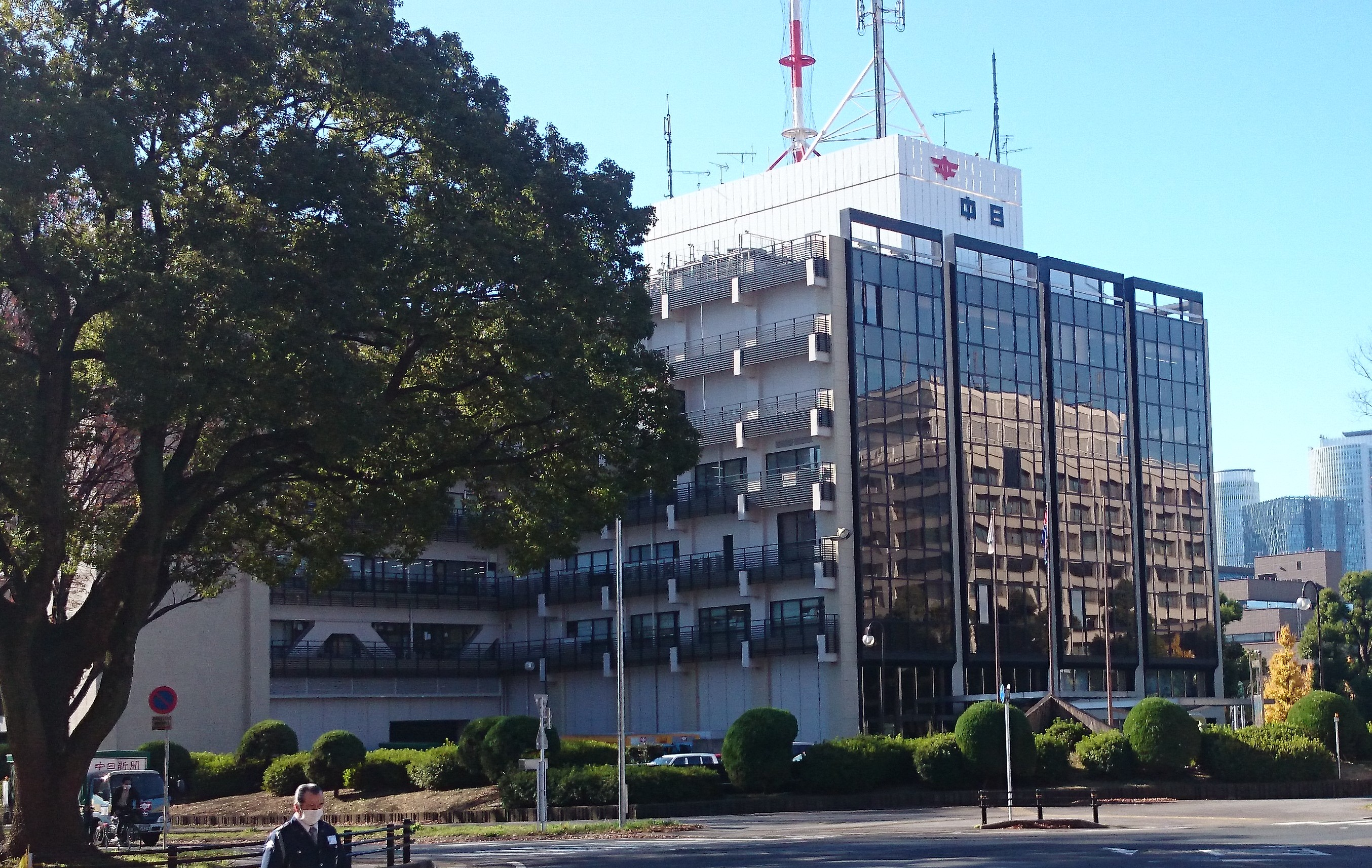
中日新聞社 名古屋本社
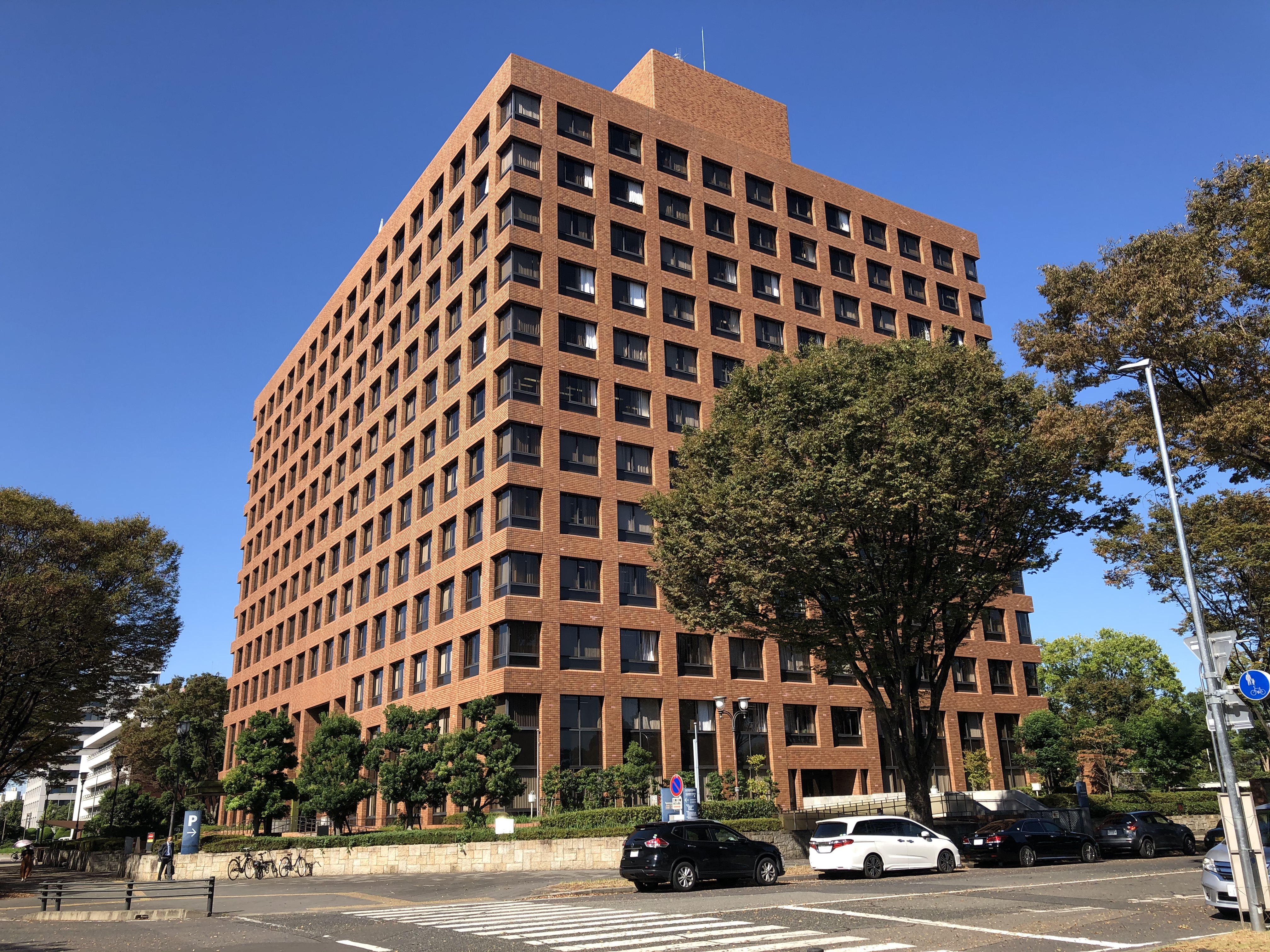
名古屋高等裁判所
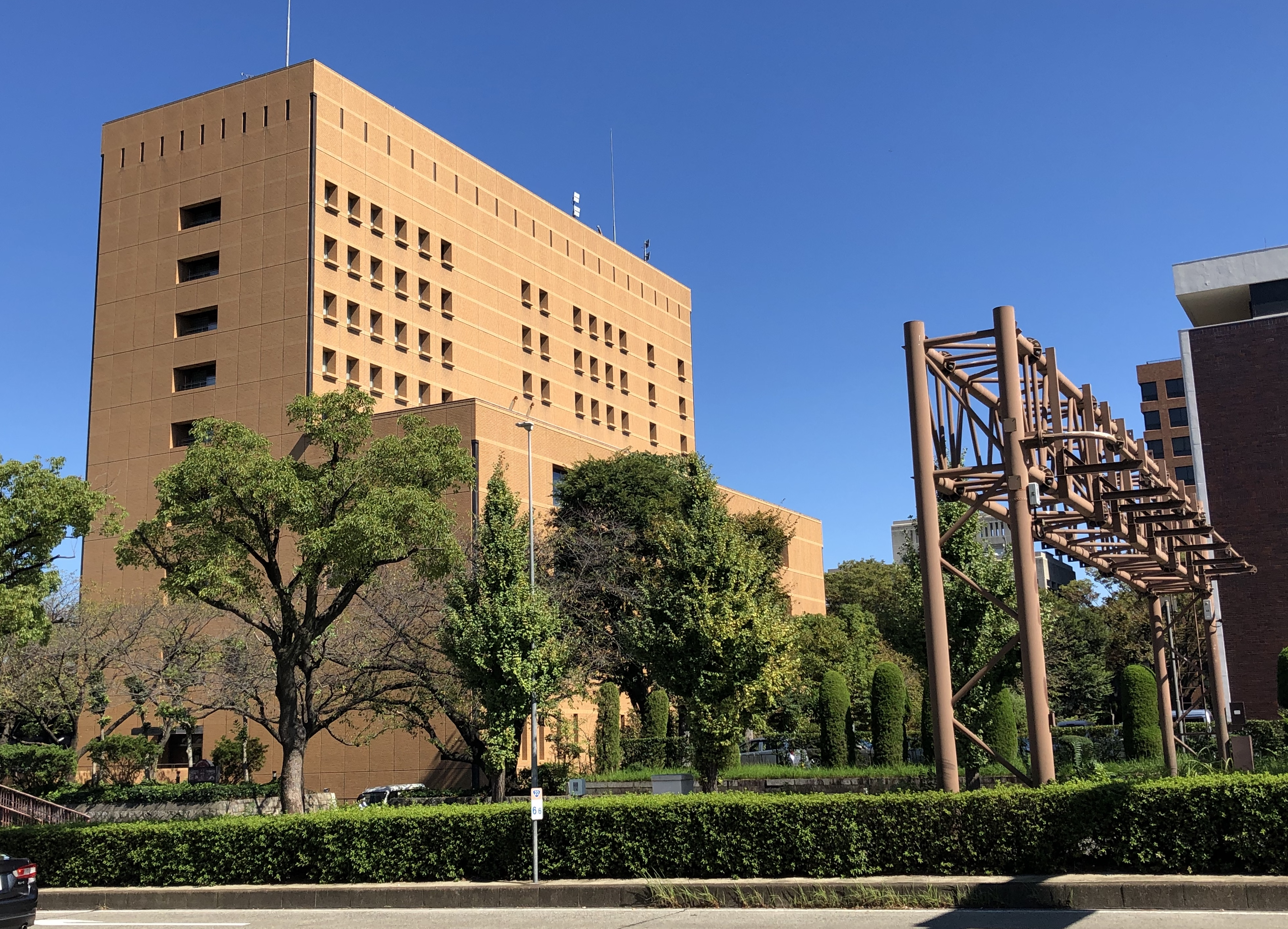
KKRホテル名古屋

かつては東区東桜一丁目にあったが、老朽化に伴って閉館。1991年（平成3年）4月20日に開館した。
- 名古屋市立丸の内中学校

1964年（昭和39年）12月に名古屋市立前津中学校南外堀町分校として設置され、翌年4月独立開校した。
- NTTコムウェア東海支店

- 愛知県図書館
- 中日新聞社 名古屋本社
- 名古屋高等裁判所
- KKRホテル名古屋

### 三の丸二丁目

#### 第1街区
- 愛知県警察本部本庁舎[7]
  - 愛知県警察本部
  - 中部管区警察局

#### 第2街区
- 名古屋合同庁舎第1号館[7]
  - 名古屋法務局
  - 中部運輸局
  - 近畿中部防衛局東海防衛支局

#### 第3街区
- 名古屋市役所西庁舎[7]
- 愛知県自治センター[7]

#### 第4街区

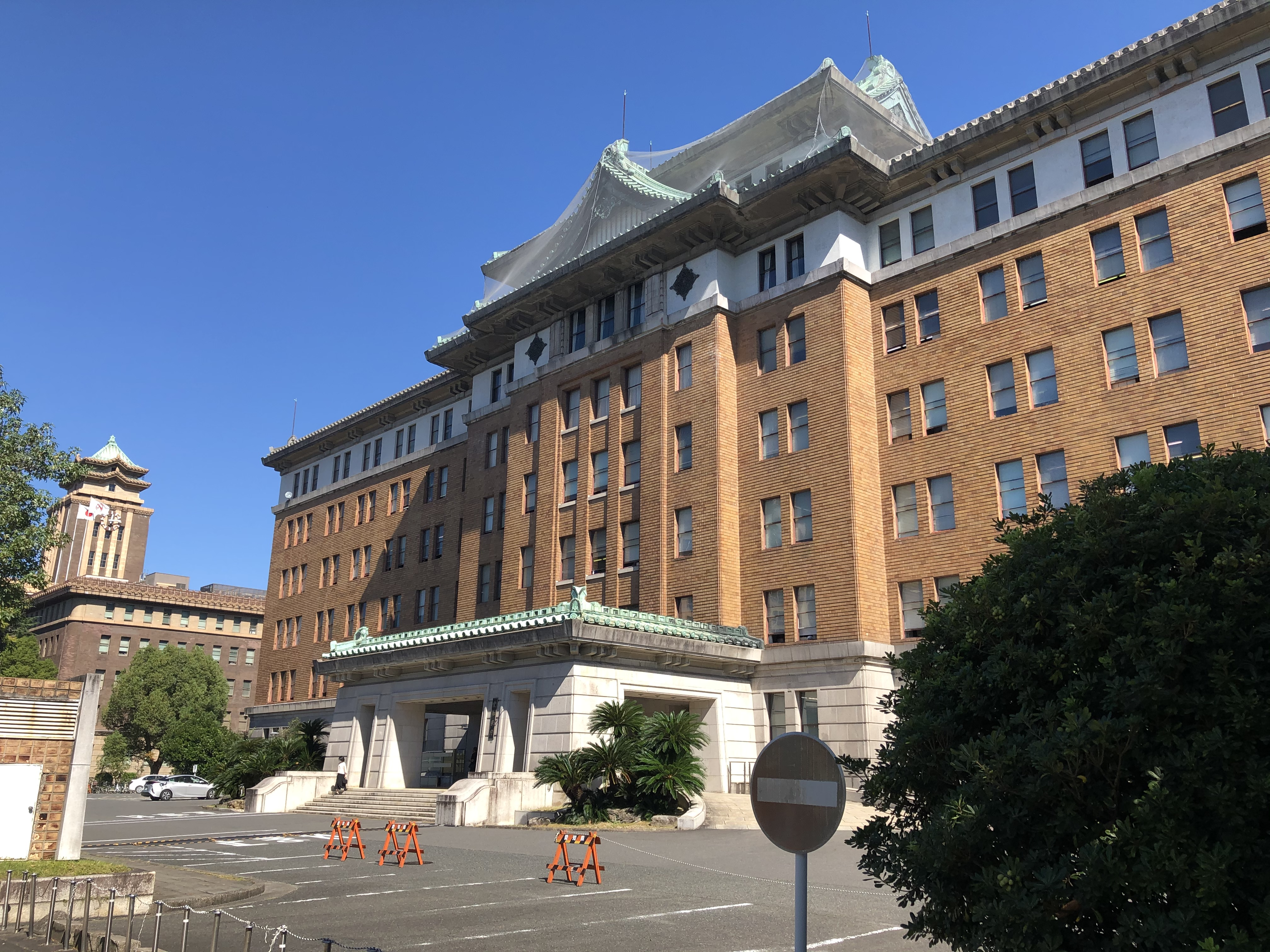
愛知県庁西庁舎
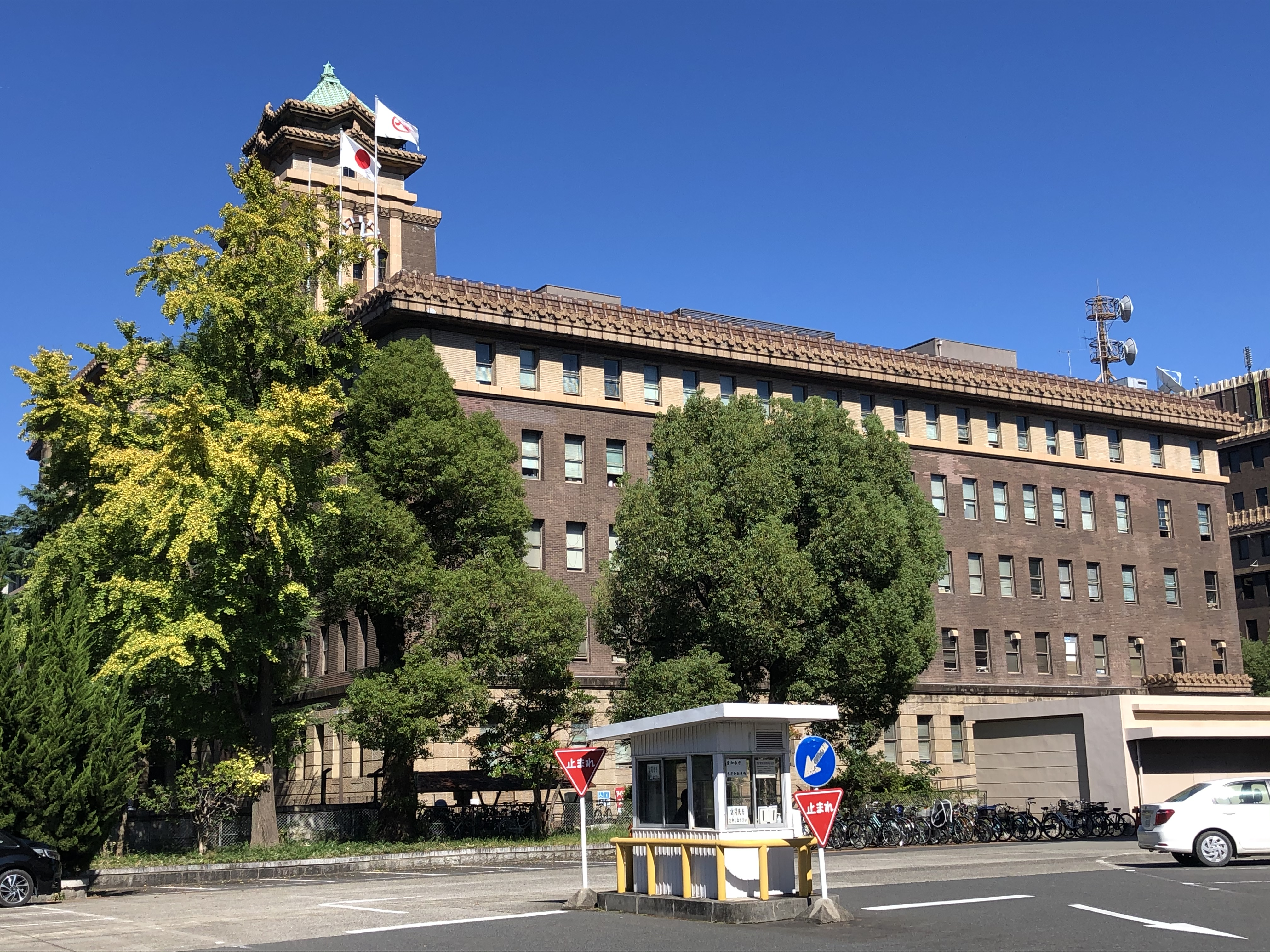
名古屋市役所本庁舎
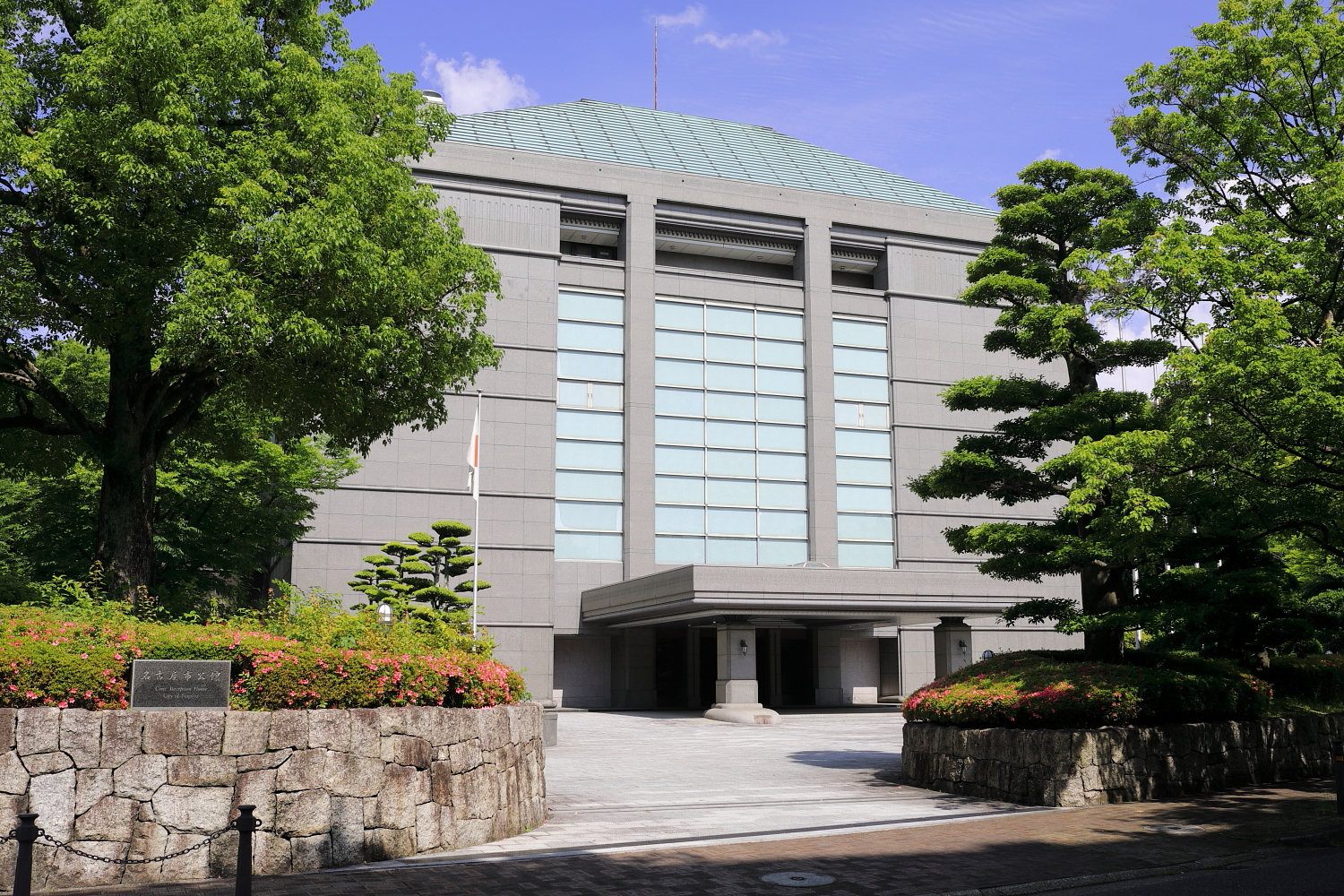
名古屋市公館

#### 第5街区
- 名古屋合同庁舎第2号館[7]
  - 中部地方整備局
  - 愛知労働局
  - 東海北陸厚生局[注釈 1]麻薬取締部
  - 中部管区行政評価局
  - 人事院中部事務局
  - 公正取引委員会事務総局中部事務所
- 中部経済産業総合庁舎[7]
  - 中部経済産業局
    - 中部近畿産業保安監督部

  - 中部地方環境事務所

#### 第6街区
- 愛知県庁三の丸庁舎[7]
- 名古屋貯金事務センター[7]

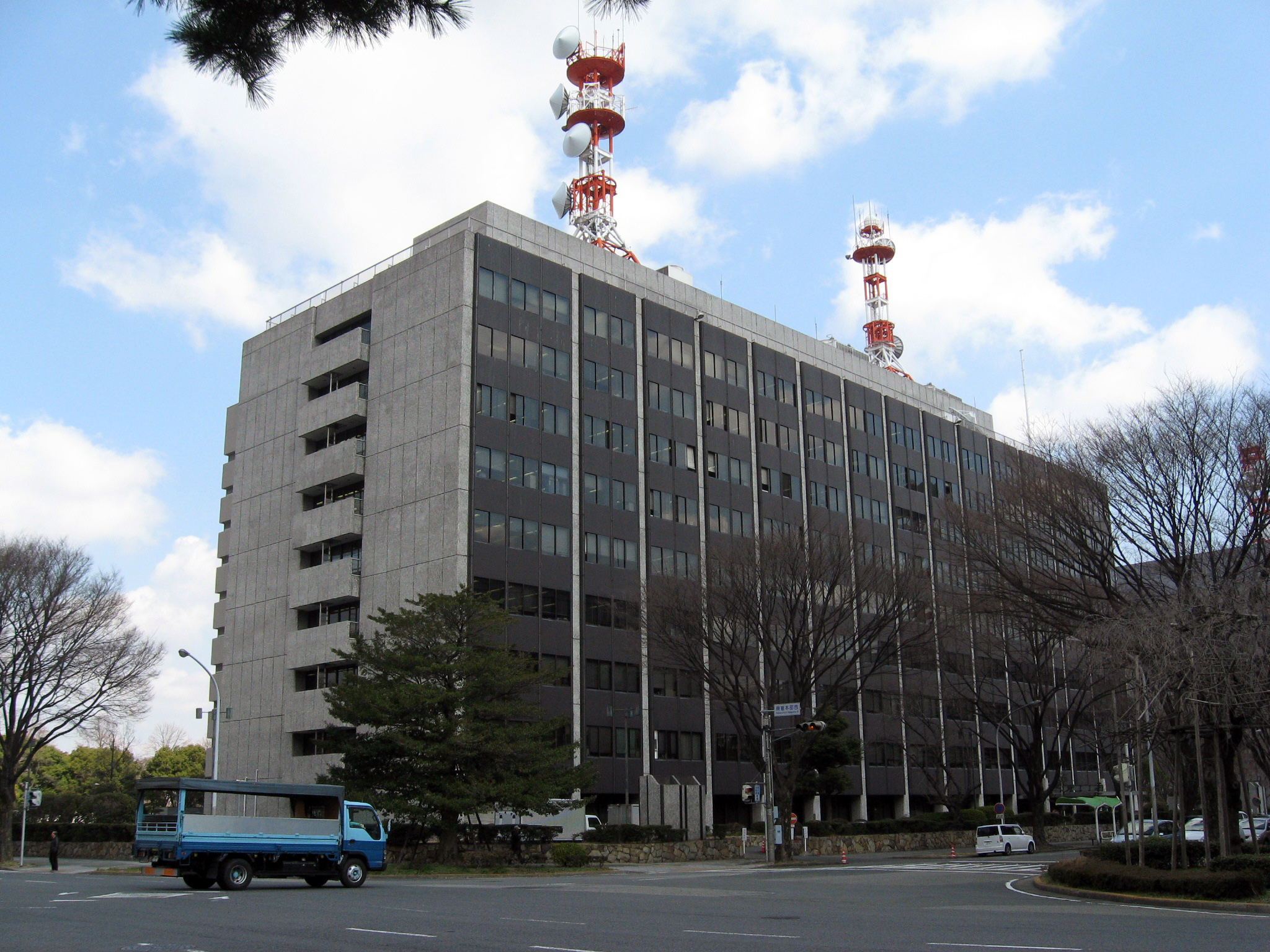
愛知県警察本部
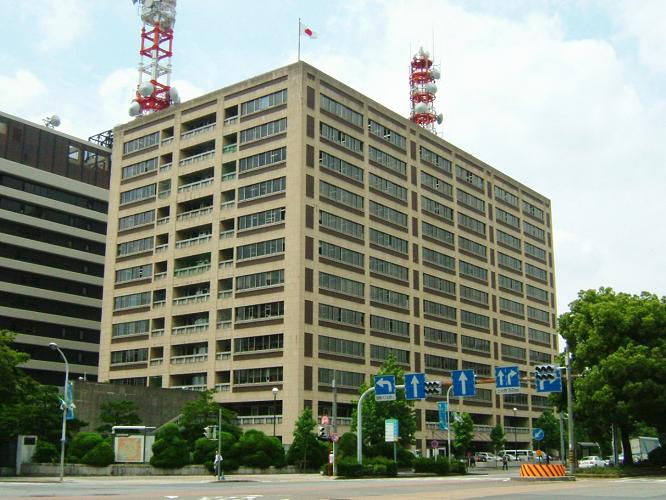
名古屋市役所西庁舎

### 三の丸三丁目

#### 第1街区
- 名古屋市役所本庁舎

1933年（昭和8年）竣工。本庁舎に付属する東庁舎については、1985年（昭和60年）竣工。
- 愛知県庁本庁舎

1938年（昭和13年）竣工。

#### 第2街区
- 愛知三の丸クリニック
- 愛知県公館
- 名古屋市公館

#### 第3街区
- 名古屋国税総合庁舎
  - 名古屋国税局
    - 査察部

  - 名古屋中税務署

1967年（昭和42年）竣工。
- 東海財務局庁舎
  - 東海財務局
    - 証券取引等監視官

本館・南館・北館により構成される。本館は1952年（昭和27年）、南館は1970年（昭和45年）、北館は1979年（昭和54年）にそれぞれ竣工されている。
- 愛知県庁舎
- 名古屋市役所本庁舎
- 名古屋市公館

### 四丁目

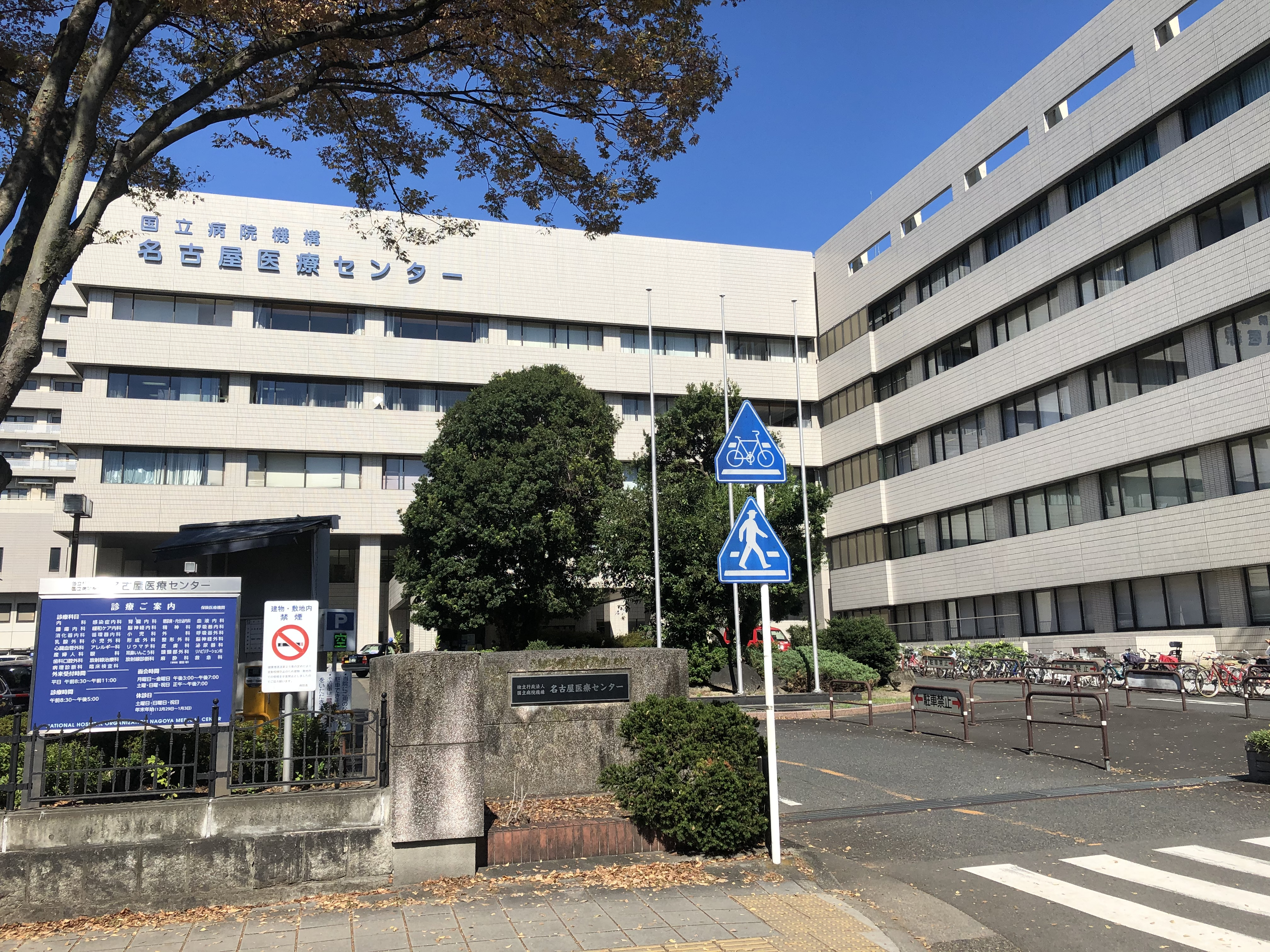
国立病院機構名古屋医療センター
- 名古屋法務合同庁舎
  - 名古屋高等検察庁
  - 名古屋地方検察庁
    - 特別捜査部

  - 名古屋区検察庁
  - 中部公安調査局
  - 中部地方更生保護委員会

- 名古屋医療センター

## 交通

### 鉄道
- 名古屋市営地下鉄名城線 名古屋城駅
- 名鉄瀬戸線 東大手駅
  - 中区と東区の境界付近にある。住所は中区であるが出入口は東区に位置する。

※ 名鉄瀬戸線が名古屋城の外堀の中を通っていた頃は、当地に土居下駅・久屋駅・大津町駅・本町駅・堀川駅が存在していた（久屋駅は町名変更実施前に廃止）。

### 道路
- 出来町通（愛知県道215号田籾名古屋線）
- 外堀通（愛知県道200号名古屋甚目寺線）
- 伏見通（国道22号）
- 大津通
- 名古屋高速都心環状線 丸の内入口

### ラウンドアバウト
2020年（令和2年）9月23日より、県庁前交差点から西に100メートル入ったところにある信号のない交差点にラウンドアバウトの試行運用が行われている。名古屋市内設置第一号。

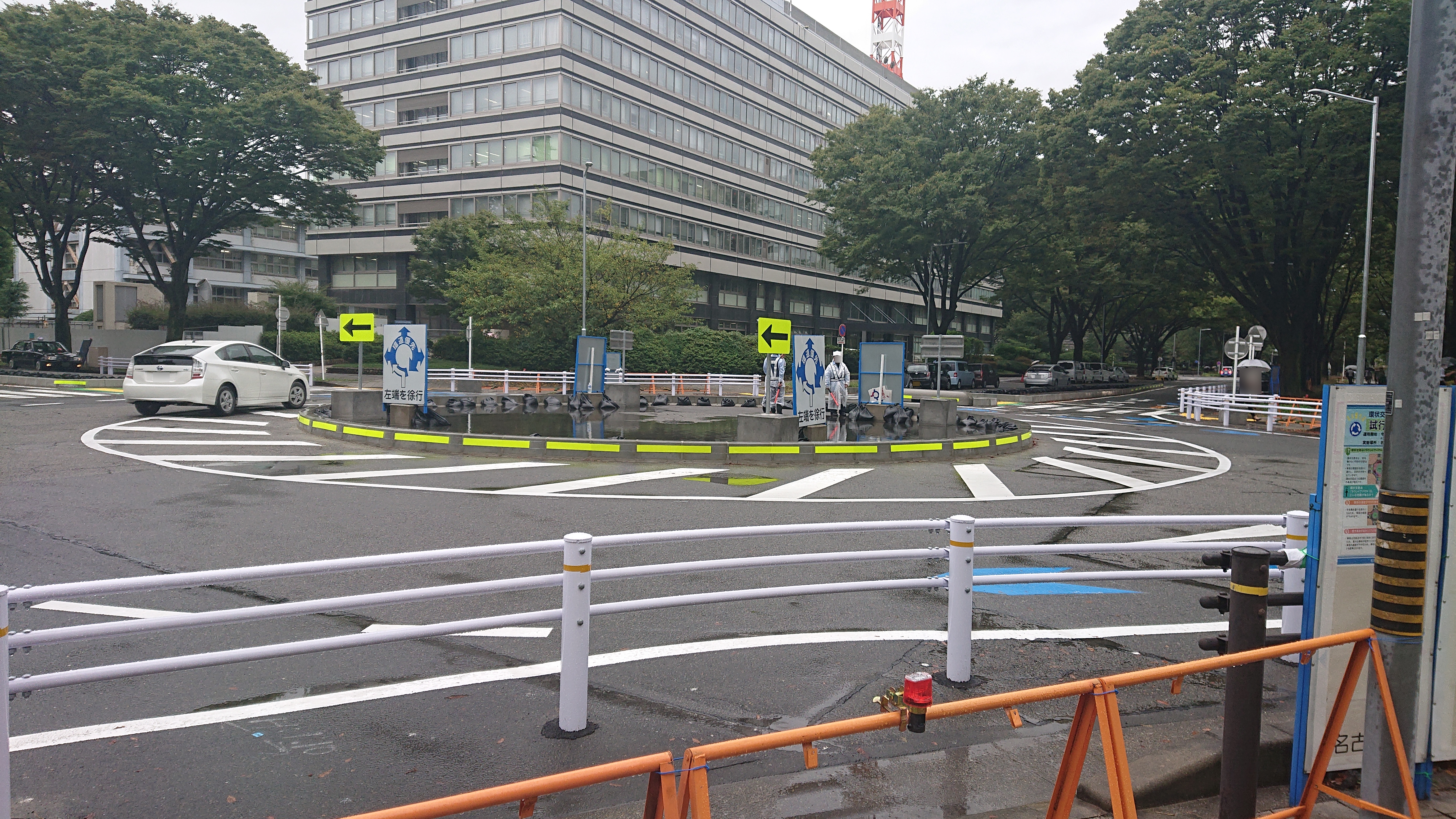
2020年9月

## その他

### 日本郵便
- 集配担当する郵便局は以下の通りである[WEB 23]。

| 区   | 町丁   | 郵便番号 | 郵便局         |
| ---- | ------ | -------- | -------------- |
| 中区 | 三の丸 | 460-0001 | 名古屋中郵便局 |
| 東区 | 三の丸 | 461-0019 | 名古屋東郵便局 |